# الخضوع (فلم)
سلسلة أفلام الخضوع النص كتب بالكامل من قبل آيان حرصي علي، كلمة (Submission) تطرح في الثقافة الغربية على أنها المكافئة بالمعنى لكلمة (إسلام) بالرغم من أن هذا المصطلح يصور فقط حالة التسليم لكنه لا يتناول السلمية والطواعية على حد تعبيرهم.

## الجزء الأول الخضوع 1
هو فلم قصير (12 دقيقة) قدم فيه المخرج ثيو فان غوخ تصور الكاتبة لرسالة النبي محمد للمرأة (بي بي سي). حيث قُدمت أربعة نساء على أنهن يمثلن الوضع الاعتيادي للمرأة المسلمة، ومن ثم قامت كل واحدة منهن بمخاطبة الخالق أثناء الصلاة. كانت النساء يلبسن خمار[ ؟ ] شفاف جدًا من الأمام يظهر أجسادهن الموسومة بالأيات القرأنية. مع خلفية ضخمة كتب عليها قرأن كريم بنفس الأسلوب الذي يكتب به على المصاحف. تم اختيار الأيات بشكل متناسق مع ما كانت النساء يقلنه.
حالات المرأة التي عرضها المخرج هي:
- الحالة الأولى المرأة التي تتسأل عن الذنب[ ؟ ] أقترفته بسبب علاقة جنسية مع شاب رأته في السوق فأعجبها وأحبته وهي تسنتكر بصورة شامته على الله المئة جلدة التي نالتها بسبب القرآن وتستنكر معارضة الله للحب بينها وبين عشيقها.
- الحالة الثانية وهي المرأة التي زوّجت بدون رضاها لرجل مسلم (تم إظهاره على أنه بشع المنظر ذو رائحة عفنة لا تزول حتى لو أستحم، يتمتع بضربها) حيث إضطرت لإطاعته بسبب تعليمات القرأن، بينما هو كان بتفنن بضربها ضربا مبرحا وتمزيق ثيابها معللا أعماله بأن الشريعة تقتضي منه وضع لكماته على وجهها إذا أظهرت عدم الاحترام. وكيف أن أوامر الله تقيد حريتها خارج هذا الإطار المشحون بالعنف. وتتساءل هذه المرأة عن مثل هذه الشريعة التي تعتنقها بدون نقاش، طبعا ليس عن قبول بل عن خوف.
- الحالة الثالثة هي الفتاة الصغيرة الساذجة التي لا تعرف إلا البيت والتي تحلم يوما أن تشعر بنسيم الهواء يداعب شعرها، تتحدث هذه الفتاة مع الله أثناء صلاتها باستهزاء عن البيئة المحافظة والرجال الذين أمر الله أن يكونوا قوامين على النساء، وتظهر معنى القوامى المتجسدة في عمها حكيم (أخ والدها)، والذي يدخل عليها غرفتها ويأمرها بلمس مناطقه الجنسية من جسمه. عند محاولتها لصده في إحدى المرات يثور ويمزق خمارها وملابسها الداخلية ويغتصبها بوحشية. عند طلبها من إمها[ ؟ ] التوسط عند والدها لحمايتها من عمها، يغضب والدها ويعتبر ذلك قذف[ ؟ ] وإهانة لعمها ويطلب منهما عدم التشكيك في تصرفات العم. وتستطرد في استهزاء من الله، كيف أن حكيم ضل يواقعها إلى أن ظهر عليها الحمل، فاختفى بعد ذلك.
- الحالة الرابعة لفتاه وهي تصلي، تستهزئ بالله وتقول له، «أين أنت؟» وكيف أنها تناديه وتناشده وهو لا يرد عليها، ألا أنها تستمر بالصلاة موحية بأنها لاتقوم بذلك إلا لأنها مرغمة على الصلاة لرب لا يرد ولا يجيب.

ثم ينتهي الفلم والفتاة تسلم على اليمين والشمال لإكمال صلاتها.
تم عرض الفلم في 29 اغسطس 2004 على شبكة تلفزيونية ليبرالية[ ؟ ] في هولندا. بعد عرض الفيلم تلقى ثيو فان غوخ العديد من رسائل التهديد ولكنه رفض أن يأخذها بمحمل الجد ورفض أي نوع من الحماية. بعد حادث قتل المخرج ثيو فان غوخ، منعت شركة المنتجة للفلم Column Productions عرضه وسحبت الفلم من التوزيع. .
بعد تهديدها بالقتل، صرحت آيان بأنها لم تتواجد في موقع التصوير، إلا أنه بعد نشر صورها في موقع تصوير الفلم وهي تدرب الممثلات على كيفية وأسلوب الصلاة، على صفحات NRC Handelsblad، عادت لتقول أنه قد تم فهم تصريحاتها بصورة خاطئة، وقررت الهروب من هولندا، حيث كان خيارها نيويورك، الولايات المتحدة. نصحها سلمان رشدي بالتوجه إلى الولايات المتحدة، حيث قامت بذلك ولكنها عادت بعد شهرين إلى هولندا وهي الآن تحت الحماية 24 ساعة يوميا.
هناك اختلاف على تصنيف الفلم، فالـIMDB تصنف الفلم كوثائقي وفلم قصي ، أما بعض الناس قد يختلفوا ولا يعتبروا الفلم وثائقي بل فني، وبعض آخر من الناس يعتبرون الفلم مجرد فلم جنس.

## الجزء الثاني الخضوع 2
تم قتل المخرج قبل البدء بتصوير الجزء الثاني، والذي قام بكتابته في صيف 2004. حيث تناقش فيه كيف ان المثلية بين الرجال والممارسات الجنسية منتشر على مر التاريخ في المجتمع الإسلامي وكيف كانت المثلية في الطبقات البسيطة، وكيف يعانون في ظل الإسلام. بينما يتمتع الشيوخ والأئمة بمارسة الجنس بدون أن يطبق عليهم ما يطبق على غيرهم. ويعالج الفلم القضية من مبدأ أن المثليين جنسيا هم من مخلوقات الله أيضا.

## الجزء الثالث الخضوع 3
أعلنت الكاتبة عن نيتها العمل على إنتاج الجزء الثالث. حيث صرحت لوكالة الأنباء الهولندية أنها تريد أن تظهر الله في الفلم، حيث ستوكل دور له، ولكنها ما تزال تبحث عمن يمكن أن يقوم بذلك الدور

## طاقم العمل
رفض جميع أفراد الطاقم المشارك بالعمل إدراج أسمائهم في الفلم، ولم يظهر إلا اسمي الكاتبة والمخرج. كان السبب الرئيسي في الرفض هو تخوف الطاقم من ردة الفعل بعض المسلمين على العمل. حيث وصل الأمر إلى رفض استلام مستحقاتهم عن طريق البنك وأصروا على استلامها باليد، حفاظا على سرية هويتهم. المخرج أصر على وضع اسمه معتبرا أن الأمر يشكل مبدأ لا يمكن التراجع عنه بالنسبة له.

## التغطية الإعلامية بعد مقتل المخرج
تم ربط حادث قتل غوخ بالفلم؛ حيث عُلل قتله كرد فعل غاضب لمسلم رافض لامتهان القران ووضع آياته على جسم امرأة.

## روابط خارجية
- مقالات تستعمل روابط فنية بلا صلة مع ويكي بيانات